# والنتینو مولر
والنتینو مولر (آلمانی: Valentino Müller؛ زادهٔ ۱۹ ژانویهٔ ۱۹۹۹) یک بازیکن فوتبال اهل اتریش است که در پست هافبک برای باشگاه فوتبال رایندورف التاخ در بوندس‌لیگا اتریش بازی می‌کند.